# Volvo XC70 (2025)
Volvo XC70 är en laddhybridbil som Volvo Personvagnar presenterade i maj 2025.

## Volvo XC70
Bilen bygger på Zhejiang Geely Holding Groups bilplattform Scalable Modular Architectur, en utveckling av CMA-plattformen. Det är en laddhybrid med extra lång räckvidd på eldrift, en biltyp som blivit populär i Kina. Modellen är utvecklad för Kina-marknaden, men kan komma att introduceras på andra marknader.